# انتزاع (فلسفة)
الانتزاع (بالفرنسية: déterritorialisation) مفهوم ابتكره جيل دولوز وبيير فيليكس غوتاري عام 1972 يصف أي عملية نقل جملة من العلاقات بحيث يمكن بتحقيق تلك العلاقات في سياقات أخرى. كما أصبح مفهوما في الجغرافيا الثقافية حيث يعني كسر حلقة الوصل بين المجتمع وإقليمه.